# 문창범
문창범(文昌範, 1870년 ~ 1938년 10월 10일)은 한국의 독립운동가이다. 함북 경원 출신.
1919년 2월 1일 만주 길림에서 발표된 무오독립선언서(戊午獨立宣言書)에 서명자 39인 중 한 사람으로 참여하였다. 1919년 4월 상하이에서 조직된 대한민국 임시정부의 교통부 총장에 피선되었다.

## 생애
함북 경원군 유덕면 죽기동(慶源郡 有德面 竹基洞)에서 태어났다. 그의 가계나 초기 행적에 대한 자료는 미상이다. 1877년(고종 14) 경 부친을 따라 노령(露領)으로 이주하였다.

### 노령에서의 국권회복운동
1911년 노령 니콜리스크에서 배일선전 격문을 작성하여 각지에 발송하고 국권회복을 기도하면서 국내에 무력진공을 계획하는 한편 노령과 만주 지역에 있던 독립운동단체들을 규합하는 등의 활동을 하였다.
블라디보스토크 신한촌에서 권업회가 조직되자 그는 권업회의 우수리스크지회 대표에 임명되었다.
1918년 6월 쌍성(雙城)에 전로한족회중앙총회(全露韓族會中央總會)를 조직하고 회장으로 선임되어 각지에 분회를 설치하여 자치기관으로 육성하였다. 1919년 2월 1일 만주 길림(吉林)에서 발표된 무오독립선언서(大韓獨立宣言書)에 서명자 39인 중 한사람으로 참여하였다. 이어 미주의 안창호 등과 연락하여 1919년 3월 17일 블라디보스토크에서 전로한족회중앙총회를 기반으로 대한국민의회(大韓國民議會)라는 임시정부를 구성하고, 대한국민의회장의 명의로 독립선언서를 작성하여 노령 해삼위(海蔘威)에 있는 일제 영사관과 기타 11개국 영사관에 배부한 후 주민들에게 태극기를 가지고 거리를 행진하며 만세시위를 하도록 독려하는 등의 활동을 전개하였다.
1919년 4월 13일 선포된 대한민국 임시정부의 내각 구성에서, 같은 연해주 지역으로 군무총장 이동휘, 재무총장 최재형과 함께 교통총장에 선임되었다. 동년 4월 23일 국내 13도 대표 이만직(李晩稙)외 23명이 국민대회를 열어 임시정부를 조직할 때 집정관 총재 이승만, 국무총리 이동휘(李東輝)와 함께 교통부총장으로 내각 조직에 선임되었다. 1919년 9월 상해 대한민국임시정부에서 독립운동단체들과 각 당파를 망라하여 대통령제로 개편할 때 다시 교통부 총장에 선임되었다. 그는 현순의 거듭된 상하이 방문 요청으로 상하이로 일단 내려왔다.
1920년 중국 상해에서 대한적십자사(大韓赤十字社)의 고문으로 추대되었고, 동년 4월 대한국민의회를 해삼위에서 무시(武市)로 이전한 뒤 흑룡강주(黑龍江州)에 한족공산당(韓族共産黨) 본부를 설치하여 러시아 공산당 정부의 원조를 받아 군대를 편성하였으며, 〈자유보(自由報)〉,〈신세계(新世界)〉등 홍보물을 발행하면서 대표를 모스크바에 파견하여 활발한 활동을 전개하였다.
1921년 그는 장령자 국가무역부(長嶺子 國家貿易部)에 입사, 취직하여 출장소 주임으로서 근무함과 동시에 고려공산당 연추지부의 조직에 참여하였다. 그가 국가무역부 출장소의 직원으로 취직한 것은 조선총독부 경무국이 작성한 용의조선인 현황에 등제되어 있다.
1921년 2월 22일 고려공산당(高麗共産黨) 연추(煙秋)지부의 책임을 담당하여 중국 동삼성 및 노령에 거주하는 교민의 독립운동을 지도하였으며, 치타에 무관학교(武官學校)를 설립하고 노령 내 귀화 교민들에게 입교를 권유하여 독립군 양성에 힘썼다. 동년 6월 노령 하바로브스크 소재 소련 공산군 제2군단과 교섭하여 간도지역 독립군의 노령 자유시(自由市)로의 이주를 성사시켰다. 자유시참변(自由市慘變) 이후인 1922년 6월 노령 무시(武市)에 고려중앙정청(高麗中央政廳)을 조직하고 이동휘와 함께 고문으로 활동하였다.
1923년 1월 한때 그가 피살되었다는 피살설이 돌아 동아일보 등에 보도되기도 했다. 이때 그는 연해주 이만(Iman, 달네레첸스크)으로 옮겨가 김광서와 함께 독립단을 조직하여 무장활동을 하였다. 당시 신한민보에는 그의 죽음은 헛소리라는 기사를 보내기도 했다.
1923년 6월 상해 임시정부에서 소집한 국민대표회(國民代表會)에 참가하였다. 이후 1925년 1월 15일자 신한민보 기사에 미국의 독립운동가들이 해삼위의 독립운동가들을 방문하여 회의를 한 기사에 등장한다. 이후 그의 행적에 대한 기록이 나타나지 않는다.

### 최후
창조파(創造派)에 속하여 독립운동을 계속하다가 1938년 10월 일제가 보낸 첩자에게 상하이 혹은 러시아에서 독살당하였다.. 일설에는 1934년경에 사망했다는 설도 있다.
사망 원인에 대해서도 옥사하였다는 설이 있어 불확실하다. 한때 1945년 해방 직후 9월 2일 한민당에서 그를 공동 영수로 추대하기도 했다.

### 사후
- 대한민국 정부는 고인의 공훈을 기리기 위해 1990년 건국훈장 대통령장을 추서하였다.

## 같이 보기
- 대한국민의회
- 최재형
- 이동휘
- 이동령
- 대한민국 임시정부
- 독립유공자로 대통령장을 수여받은 사람

## 참고자료
- 문창범 : 독립유공자 공훈록 - 국가보훈처
- 국가보훈처 공훈록